# Idiosoma winsori
Espèce
Synonymes
- Aganippe winsori Faulder, 1985

Idiosoma winsori est une espèce d'araignées mygalomorphes de la famille des Idiopidae.

## Distribution
Cette espèce est endémique du Victoria en Australie. Elle se rencontre dans les Monts Grampians.

## Description
La carapace du mâle holotype mesure 7,3 mm de long sur 6,3 mm et l'abdomen 5,6 mm de long sur 4,1 mm.

## Étymologie
Cette espèce est nommée en l'honneur de L. Winsor.

## Publication originale
- Faulder, 1985 : Some species of Aganippe (Araneae: Ctenizidae) from eastern Australia. Proceedings of the Linnean Society of New South Wales, vol. 108, p. 83-96 (texte intégral).